# Sintomas B
Os sintomas B referem-se a sintomas sistémicos de febre, suores noturnos e perda ponderal que pode estar associado quer a linfoma de Hodgkin quer a linfoma não-Hodgkin A presença ou ausência de sintomas B tem significado prognóstico e é refletida no estadiamento destes linfomas.

## Descrição e nomenclatura
Os sintomas B são assim chamados porque o estadiamento de linfomas inclui quer um número (I-IV) quer uma letra (A ou B). "A" indica a ausência de sintomas sistémicos, enquanto o "B" indica a sua presença.
Os sintomas B incluem:
Febre superior a 38° C. A febre de Pel-Ebstein, a febre intermitente clássicamente associada à doença de Hodgkin, ocorre em intervalos variáveis de dias ou semanas e dura 1-2 semanas antes de resolver. No entanto, a febre associada a linfoma pode acompanhar teoricamente qualquer padrão.
Suores, especialmente à noite.
Perda de peso involuntária >10% do peso corporal normal ao longo de um período de seis meses ou menos.

## Importância prognóstica
A presença de sintomas B é um marcador de doença mais avançada, com envolvimento sistémico, ao invés de meramente local. Os sintomas B são um fator prognóstico negativo claro no linfoma de Hodgkin. A relevância dos sintomas B no linfoma não-Hodgkin é menos claro, apesar de neste também os sintomas B tenderem a estar associados com doença mais generalizada ou de um grau histológico superior.

### A importância relativa de determinados sintomas B
Tem sido sugerido que, no linfoma de Hodgkin, a febre e a perda de peso são mais decisivas para o prognóstico de os suores noturnos. Numa série de pacientes com estágios iniciais da doença de Hodgkin, a presença ou ausência de sudorese noturna não teve impacto sobre as taxas de cura ou sobrevida. No entanto, a febre e perda de peso tiveram um impacto negativo pronunciado sobre as taxas de cura e de sobrevivência, independentemente da modalidade de tratamento.

## "Sintomas B" noutras doenças
Sintomas sistémicos similares podem ser encontradas em estados não-cancerosas, como a tuberculose e várias doenças reumatológicas ou condições inflamatórias. Nessas situações, o termo "sintomas B" é às vezes aplicado coloquialmente para se referir a tais sintomas sistémicos ou constitucionais. No entanto, em um sentido mais estrito, o termo "sintomas B" é restrito ao estadiamento de linfomas.